# Aruba
Template:Voce da migliorare

Aruba, ufficialmente Paese di Aruba (in papiamento Pais Aruba, in olandese Land Aruba), è una nazione costitutiva del Regno dei Paesi Bassi; le altre 3 nazioni costitutive sono i Paesi Bassi e gli Stati caraibici di Curaçao e Sint Maarten. 
L'isola (180 km², 108 138 abitanti nel 2025) è situata nel Mare Caraibico, a nord del Venezuela, nell'America centrale caraibica. Al contrario di molte altre isole dei Caraibi, Aruba è un'isola di scarsi rilievi, scarsa vegetazione e con un clima secco; tali caratteristiche hanno favorito lo sviluppo del turismo. Il capoluogo è Oranjestad.
Il Regno dei Paesi Bassi agisce come nazione unitaria in materia di difesa, politica estera e cittadinanza, mentre Aruba, quale nazione costitutiva, agisce come nazione indipendente per tutte le altre materie (ad esempio interni, sanità, cultura,istruzione e trasporti).

## Nome
L'origine del nome è incerta, e tuttora esistono due teorie: l'isola fu scoperta nel 1499 dallo spagnolo Alonso de Ojeda che potrebbe averla nominata Oro Hubo (lett. "qui c'era l'oro" in spagnolo), oppure il nome proviene dal termine oibubai degli amerindi Arawak, che significa guida.

## Storia
Scoperta e annessa alla Spagna nel 1499, Aruba fu occupata dagli olandesi nel 1636. L'economia locale ha attraversato tre diverse fasi, coincidenti con lo sviluppo di altrettante attività: dopo una vera e propria corsa dell'oro avutasi nel XIX secolo, nel 1924 venne aperta un'importante raffineria di petrolio. Negli ultimi decenni del XX secolo si è invece assistito ad un boom del turismo.
Aruba fece parte delle Antille Olandesi fino al 1º gennaio 1986, quando se ne separò per diventare un membro autonomo del Regno dei Paesi Bassi, passo preliminare per l'indipendenza, prevista per il 1996. Contrariamente a tale programma, Aruba ricusò l'indipendenza e proclamò invece la sua fedeltà ai Paesi Bassi; nel 1994 un accordo interno tra il governo centrale del Regno e quelli locali di Aruba e delle altre Antille Olandesi regolamentò definitivamente l'assetto amministrativo di appartenenza al Regno.

## Politica
Il sovrano dei Paesi Bassi occupa la carica di capo dello Stato ed è rappresentato ad Aruba da un governatore nominato ogni sei anni. Il capo del governo è il Primo Ministro, il quale forma, insieme al Consiglio dei ministri, il braccio esecutivo del governo stesso.
L'assetto politico si basa su un sistema parlamentare multipartitico.
Aruba può essere considerata parte di una monarchia costituzionale, in cui il re dei Paesi Bassi è rappresentato sull'isola dal governatore. Detenendo tali funzioni di rappresentante, è considerato di fatto il simbolo dell'unità di Aruba all'interno del Regno dei Paesi Bassi. Il governatore viene nominato dallo stesso sovrano per un mandato della durata di sei anni, al termine del quale può essere riconfermato una seconda volta, potendo prestare servizio fino ad un massimo di dodici anni.
Il potere legislativo è detenuto dal Parlamento, che elegge democraticamente ventuno membri ogni quattro anni, secondo il sistema proporzionale. Ogni parlamentare detiene il proprio seggio fino allo scioglimento dell'assemblea o fino a che non si dimette. Il leader del partito che ottiene la maggioranza dei voti, generalmente viene nominato primo ministro.
Il primo ministro, insieme al gabinetto dei ministri, esercita il potere esecutivo per conto del governatore. Il governo ha sede ad Oranjestad.
Il potere giudiziario è separato rispetto a quello legislativo ed esecutivo e spetta alla Corte di Giustizia di Aruba e delle Antille olandesi e alla Corte Suprema dei Paesi Bassi.

## Geografia
Aruba è un'isola principalmente pianeggiante e scarsa di corsi d'acqua, rinomata per le sue spiagge dalla sabbia bianca. La maggior parte di queste sono situate sui litorali occidentali e nel sud dell'isola e sono relativamente riparate dalle forti correnti dell'oceano. I litorali settentrionali e orientali mancano di questa protezione, mentre l'interno dell'isola è caratterizzata dalla presenza di colline dolci. Qui si trovano le vette di Hooiberg e Jamanota, che è il punto più alto sull'isola.
L'isola non ha suddivisioni amministrative.
Il clima è di tipo marino tropicale molto piacevole. Poche le variazioni stagionali della temperatura, che si mantiene costante, circa 28 °C, per tutto l'anno. Costanti anche i venti, gli alisei dell'Oceano Atlantico. Le precipitazioni annuali raggiungono a malapena 500 millimetri; l'autunno è la stagione più piovosa.
Se da un punto di vista fisico Aruba appartiene al Sud America (nel senso in cui un'isola può appartenere alla piattaforma continentale di un continente), dal punto di vista storico-culturale normalmente ci si riferisce ad Aruba come a uno Stato centro-americano e quindi ricompreso nell'America del Nord.
Diversamente dal resto della regione caraibica, l'isola è normalmente al di fuori della fascia battuta dagli uragani.

## Economia
Aruba gode di uno dei più alti livelli di vita nella regione caraibica, con una bassa percentuale di povertà e disoccupazione. Oltre metà del prodotto nazionale lordo di Aruba è dovuto al turismo e alle attività collegate.
La maggior parte dei turisti arriva da Canada, Unione europea e Stati Uniti, che poi è il più grande partner commerciale.
La raffinazione del petrolio è l'industria dominante, malgrado l'espansione del settore turistico. La parte del PNL relativa all'attività agricola (prodotti a base di aloe vera) e manifatturiera rimane marginale.
Appartenendo al Regno dei Paesi Bassi, Aruba riceve annualmente diversi aiuti economici dalla madrepatria, nonché la protezione territoriale con militari olandesi stanziati sull'isola.
Nonostante tale appartenenza, l'isola non fa parte dell'Unione europea.
Il fiorino arubano ha un cambio fisso legato al Dollaro USA di $1 = 1,79 AWG.

## Società

### Evoluzione demografica

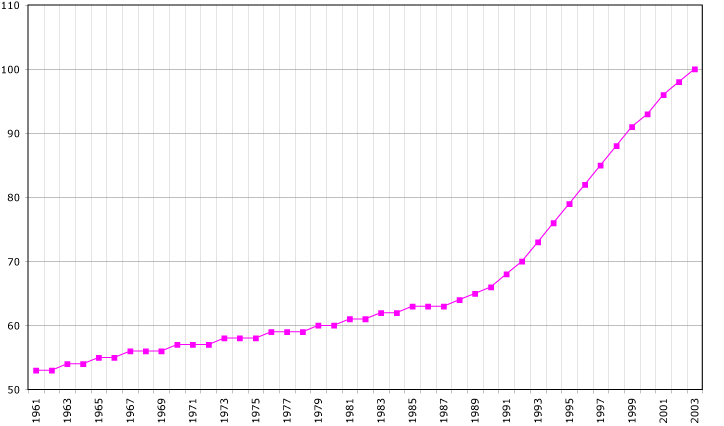
Demografia di Aruba, Fonte FAO, anno 2005. Numero di abitanti in migliaia.

A causa del suo suolo arido e povero, Aruba non fu interessata, al contrario delle altre isole caraibiche, dallo sviluppo delle piantagioni e dello sfruttamento degli schiavi e quindi non vi fu immissione di popolazione di origine africana. Nel 1515 gli spagnoli, però, deportarono l'intera popolazione isolana a Hispaniola (Haiti), utilizzandola come manodopera nelle miniere di rame; con l'esaurimento delle miniere, a gran parte degli abitanti originari fu concesso di far ritorno ad Aruba.
Gli olandesi, subentrati agli spagnoli, fecero promozione presso gli indigeni Arawak dell'allevamento del bestiame; in seguito a ciò, l'isola divenne un importante centro di produzione di derrate alimentari per il rifornimento degli altri possedimenti olandesi nei Caraibi.
Sebbene ad Aruba non vi siano più indigeni puri, buona parte della popolazione (come si nota dai tratti somatici) può vantare una sostanziale discendenza Arawak. La maggioranza della popolazione (oltre l'80%) è infatti frutto di matrimoni misti tra arawak ed europei. In tempi recenti la richiesta di lavoratori per l'industria turistica ha alimentato un considerevole flusso immigratorio dalle altre isole caraibiche e dalle vicine coste sudamericane.
Normalmente, l'immigrazione permanente dall'esterno e dai Paesi Bassi è regolamentata.
Aruba ha due lingue co-ufficiali, l'olandese e il papiamento. Quest'ultima è l'idioma più parlato sull'isola ed è un creolo basato sul portoghese con influssi spagnoli, africani e neerlandesi. Per ragioni geografiche, lo spagnolo e l'inglese sono conosciuti da molti isolani, i quali spesso possono vantare una conoscenza più o meno vasta di ben quattro lingue.
La religione maggiormente professata dalla popolazione locale è quella cristiana, nella sua confessione cattolica.

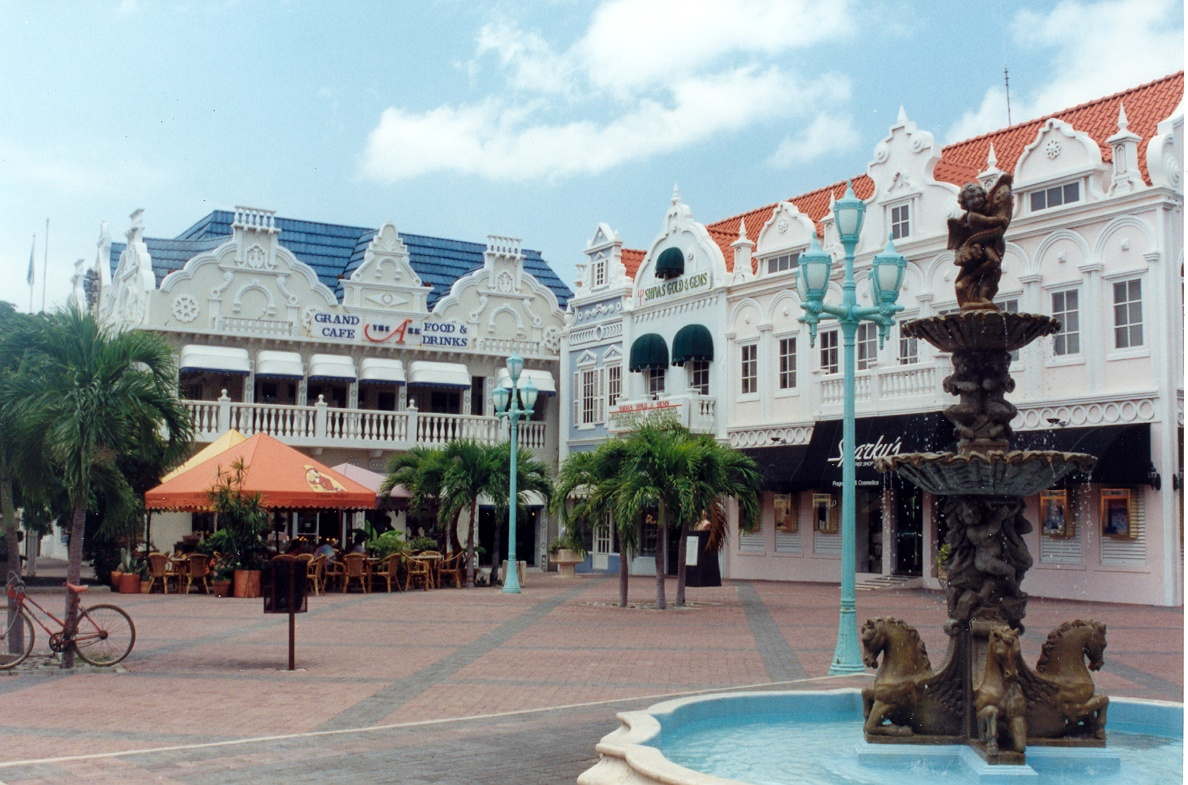
Il centro di Oranjestad
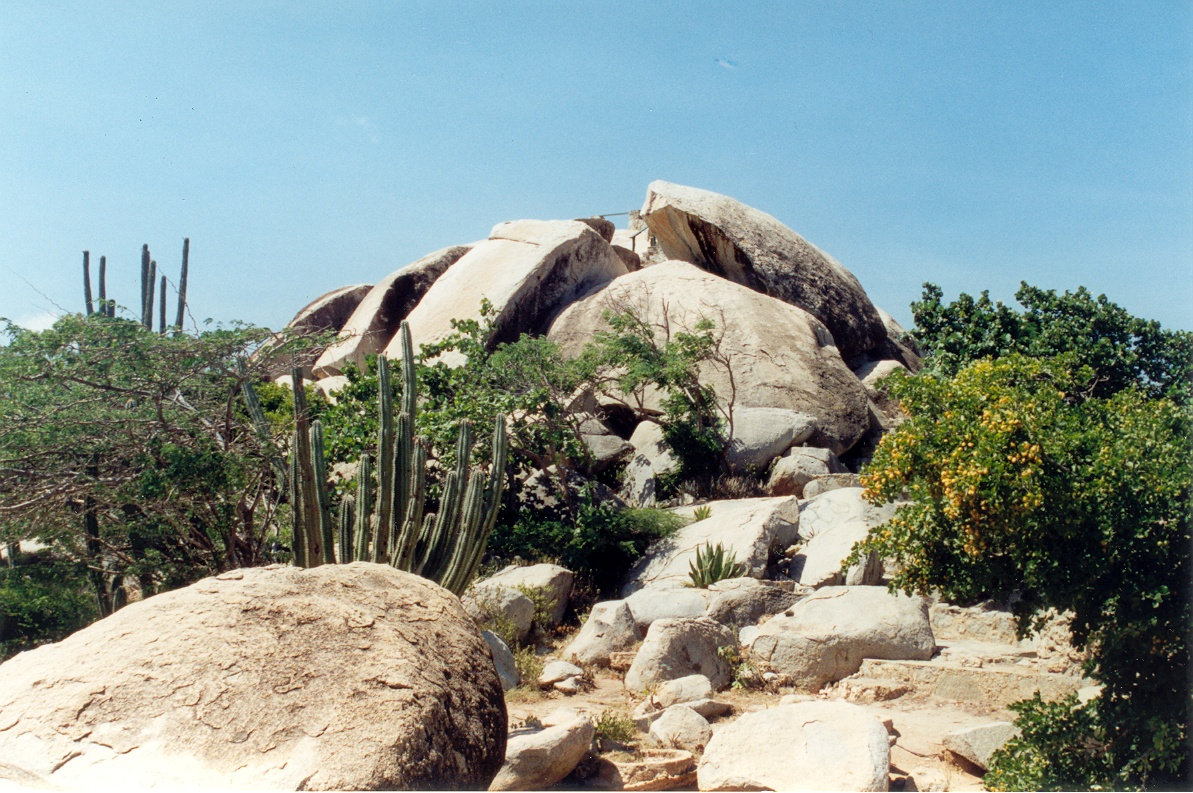
Formazione rocciosa sull'isola.